# Lilla Ängesträsket
Lilla Ängesträsket är en sjö i Jokkmokks kommun i Lappland och ingår i Luleälvens huvudavrinningsområde.